# Brenthis stricta
Brenthis stricta är en fjärilsart som beskrevs av Ruggero Verity 1933. Brenthis stricta ingår i släktet Brenthis och familjen praktfjärilar. Inga underarter finns listade i Catalogue of Life.